# غرفة عمليات حوار كلس
غرفة عمليات حوار كلس (بالتركية: Havar Kilis Operasyon Odası)‏ هو تحالف معارض شُكل في قرية حوار كلس في أبريل عام 2016، يتألف من جماعات معارضة منتسبة إلى الجيش السوري الحر في شمالي محافظة حلب على الحدود السورية التركية. وينسق مع القوات المسلحة التركية عن كثب وهو الفصيل المعارض الرئيسي الذي يشترك في التدخل العسكري التركي في سوريا منذ أغسطس 2016.
كجزء من برنامج التدريب والتجهيز السوري، زودت الولايات المتحدة العديد من الجماعات في التحالف بهواتف الثريا التي تعمل عبر الأقمار الصناعية.

## الجماعات الأعضاء
- جيش النخبة[8]
- جيش إدلب الحر
  - الفرقة 13
  - الفرقة الشمالية
- فرقة السلطان مراد
  - لواء السلطان ملك شاه
  - لواء سليمان شاه
  - قوات ألب أرسلان الخاصة
  - لواء السلطان محمد الفاتح
- فرقة الحمزة
- الجبهة الشامية
- فيلق الشام
- لواء المعتصم
- تجمع فاستقم
- لواء أحفاد صلاح الدين
- لواء الفتح
- لواء صقور الشمال
- فرقة حلب الأولى
- اللواء 51
- كتائب الصفوة الإسلامية
- مجلس أخترين العسكري
- كتلة النصر
- مجلس قباسين العسكري